# تخت غيوة ديران (شلال ودشتغل)
تخت غيوة ديران (بالفارسية: تخت گیوه دران) هي منطقة سكنية تقع في إيران في قسم شلال ودشتغل الريفي. يقدر عدد سكانها بـ 178 نسمة بحسب إحصاء 2016.